# Riverside (Comtat de Steuben)
Riverside és una vila del Comtat de Steuben (Nova York) als Estats Units d'Amèrica.

## Demografia
Segons el cens dels Estats Units del 2000 Riverside tenia 594 habitants, 227 habitatges, i 162 famílies. La densitat de població era de 819,1 habitants per km².
Dels 227 habitatges en un 32,6% hi vivien nens de menys de 18 anys, en un 52,9% hi vivien parelles casades, en un 15,9% dones solteres, i en un 28,6% no eren unitats familiars. En el 22,9% dels habitatges hi vivien persones soles l'11,5% de les quals corresponia a persones de 65 anys o més que vivien soles. El nombre mitjà de persones vivint en cada habitatge era de 2,62 i el nombre mitjà de persones que vivien en cada família era de 3,07.
Per edats la població es repartia de la següent manera: un 27,1% tenia menys de 18 anys, un 7,6% entre 18 i 24, un 25,8% entre 25 i 44, un 23,2% de 45 a 60 i un 16,3% 65 anys o més.
L'edat mediana era de 37 anys. Per cada 100 dones de 18 o més anys hi havia 89,1 homes.
La renda mediana per habitatge era de 34.659 $ i la renda mediana per família de 39.712 $. Els homes tenien una renda mediana de 31.875 $ mentre que les dones 23.125 $. La renda per capita de la població era de 17.697 $. Entorn del 13,2% de les famílies i el 12% de la població estaven per davall del llindar de pobresa.

## Poblacions properes
El següent diagrama mostra les poblacions més properes.